# Courage C65
La Courage C65 è una vettura da competizione realizzata dalla Courage Compétition nel 2004.

## Sviluppo
La vettura venne realizzata conformandosi ai nuovi regolamenti FIA per la classe LMP2.

## Tecnica
Il telaio della vettura era monoscocca in fibra di carbonio, mentre l'impianto frenante era composto da quattro freni a disco ventilati. Le sospensioni, in tutte le sezioni, erano formate da doppi bracci trasversali, molle elicoidali e ammortizzatori. Sul veicolo potevano essere installati diversi propulsori, tra cui il Judd XV675 V8 da 540 cv di potenza. Tutti i motori erano dotati di un cambio Hewland Courage sequenziale a sei marce.

## Attività sportiva
Cinque C65 vennero schierate per a prima volta alla 24 Ore di Le Mans del 2004 (di queste due erano vettura di riserva). Dopo la partenza, due furono costrette al ritiro a causa di guasti meccanici, mentre una ebbe un incidente.  Successivamente, ottennero tre vittorie di classe su quattro gare nel Le Mans Endurance Series.